# 타라스 셰우첸코
타라스 흐리호로비치 셰우첸코(우크라이나어: Тарас Григорович Шевченко, 러시아어: Тарас Григорьевич Шевченко 타라스 그리고리예비치 솁첸코[*], 문화어: 따라스 쉡첸꼬, 1814년 3월 9일 ~ 1861년 3월 10일)는 우크라이나의 시인이자 작가, 화가, 인문주의자이다. 그의 문학적 유산은 현대 우크라이나 문학의 토대를 이루는 것으로 평가되며 현대 우크라이나어의 확립에도 큰 영향을 끼친 것으로 평가된다. 셰우첸코는 러시아어로도 글을 썼고 여러 그림도 남겼다.

## 생애
셰우첸코는 1814년 러시아 제국의 지배를 받던 키예프현(현재의 우크라이나 체르카시주)의 모린치(Моринці)라는 마을의 농노 집안에서 태어났다. 당시 키예프를 포함한 우크라이나 동부는 러시아 제국의 지배를 받고 있었다. 만 11세에는 부모를 여의었다. 어려서 화가로의 재능을 보여 주인인 엥겔하르트(P. Engelhardt)를 따라 빌뉴스와 상트페테르부르크 여행을 하면서 미술 교육을 받았다. 영향력 있는 러시아 화가들이 그의 재능을 알아보아 농노의 신분으로부터 셰우첸코를 해방시키기 위해 힘을 썼다. 러시아의 화가 카를 브률로프가 친구인 러시아의 시인 바실리 주콥스키의 초상화를 그려 경품으로 내놓아 그 수입으로 1838년 5월 5일 셰우첸코를 농노의 신분으로부터 해방시켜 마침내 그는 자유민이 되었다.

### 작품 활동
같은 해 셰우첸코는 상트페테르부르크의 미술 아카데미에 입학이 허가되어 카를 브률로프의 워크숍에서 지도를 받았으며 미술 활동을 계속했다.
셰우첸코는 또 농노 신분일 때부터 시를 쓰기 시작하였는데 1840년에는 첫 시집 《코브자르》를 발표하였다. 1841년에는 서사시 《하이다마키》를 발표하였다. 또 희곡도 썼다.

### 망명 생활
셰우첸코는 우크라이나로 돌아가 우크라이나인들의 비참한 생활을 목격하였다. 그는 역사학자 미콜라 코스토마로우를 비롯한 키릴-메토디우스 형제단과 같은 러시아 제국내 정치적 개혁을 주장하는 비밀 정치 결사 조직 단원들을 조우하였다. 이 조직이 탄압을 받으면서 셰우첸코도 1847년 4월 5일 체포되어 상트페테르부르크의 감옥으로 보내졌다. 그는 다시 군인 신분으로 멀리 오렌부르크로 유배되었다. 유배시에는 러시아의 니콜라이 1세의 명령에 따라 글을 쓰거나 그림을 그리지 못하도록 감시를 당했다. 1857년에야 유배지에서 풀려났지만 상트페테르부르크로 돌아가는 것은 허용되지 않고 니즈니노브고로드에서 망명 생활을 해야 했다. 1859년 5월 셰우첸코는 우크라이나로 가도 된다는 허락을 받았다. 그는 우크라이나에 정착할 생각이었지만 7월에 다시 신성모독죄로 체포되었다가 풀려나서 상트페테르부르크로 돌아가라는 명령을 받았다.
그는 말년을 시를 쓰고 그림을 그리고 판화를 만들거나 초기의 작품들을 편집하며 보냈다. 그러나 유배지 생활과 망명 생활의 후유증으로 1861년 3월 10일 상트페테르부르크에서 병사했다. 농노 해방이 선언되기 7일 전이었다.

## 한국어 번역
대한민국에는 《아 우크라이나여! 드네프르강이여!》라는 제목으로 셰우첸코의 시 77편이 김석원에 의해 번역되어 소개되어 있다.

## 사진

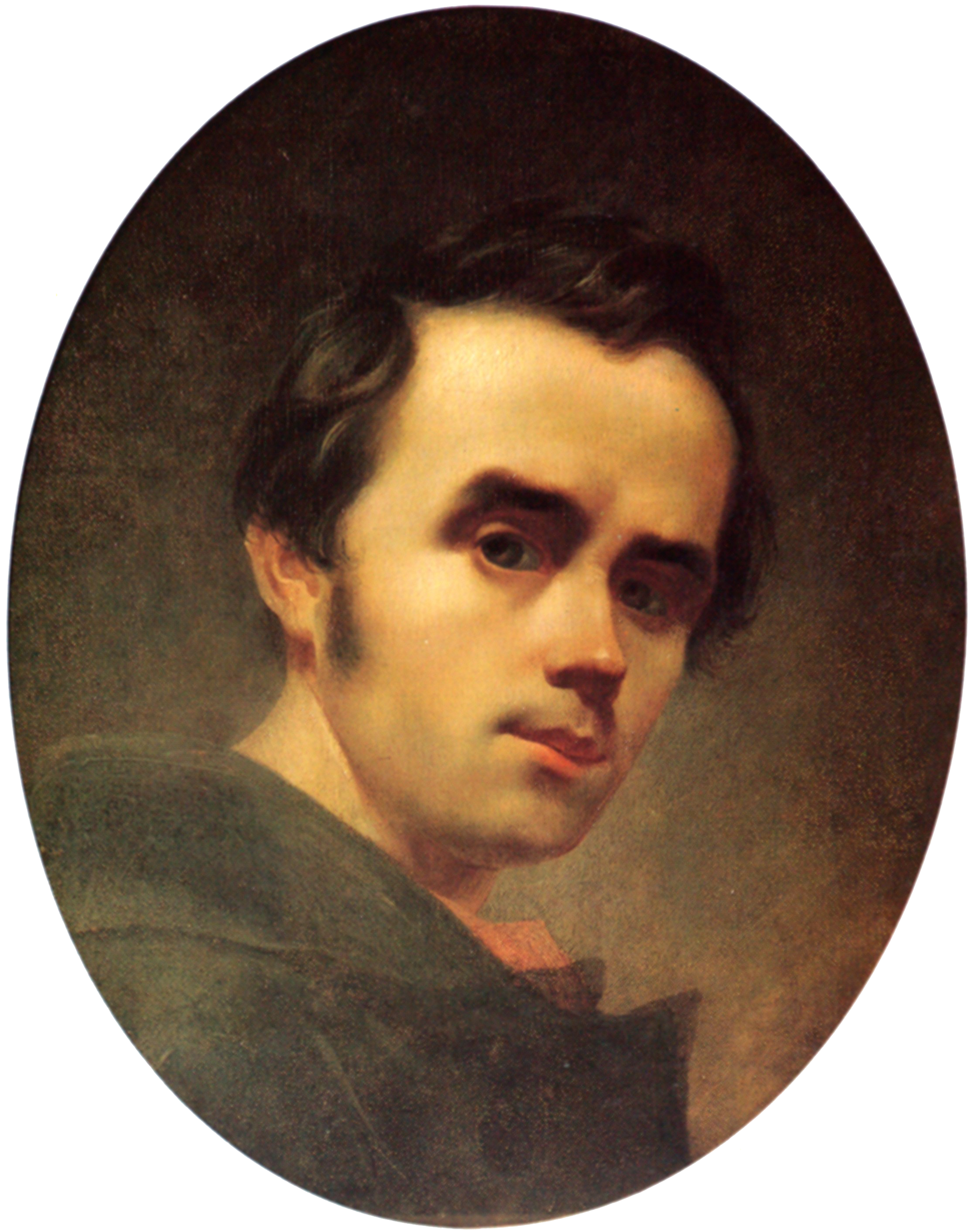
타라스 셰우첸코의 자화상(1840년)
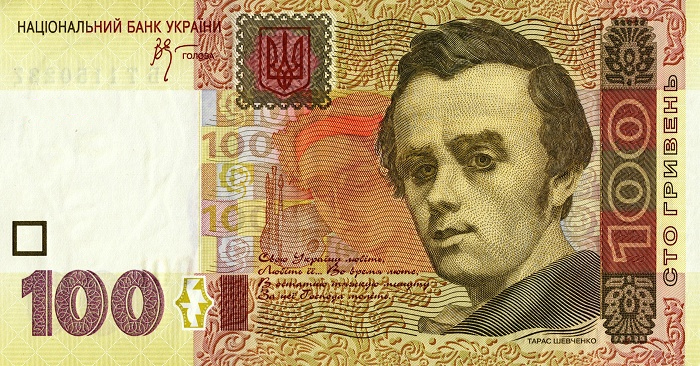
우크라이나 100 흐리우냐 지폐에 그려진 타라스 셰우첸코의 초상화
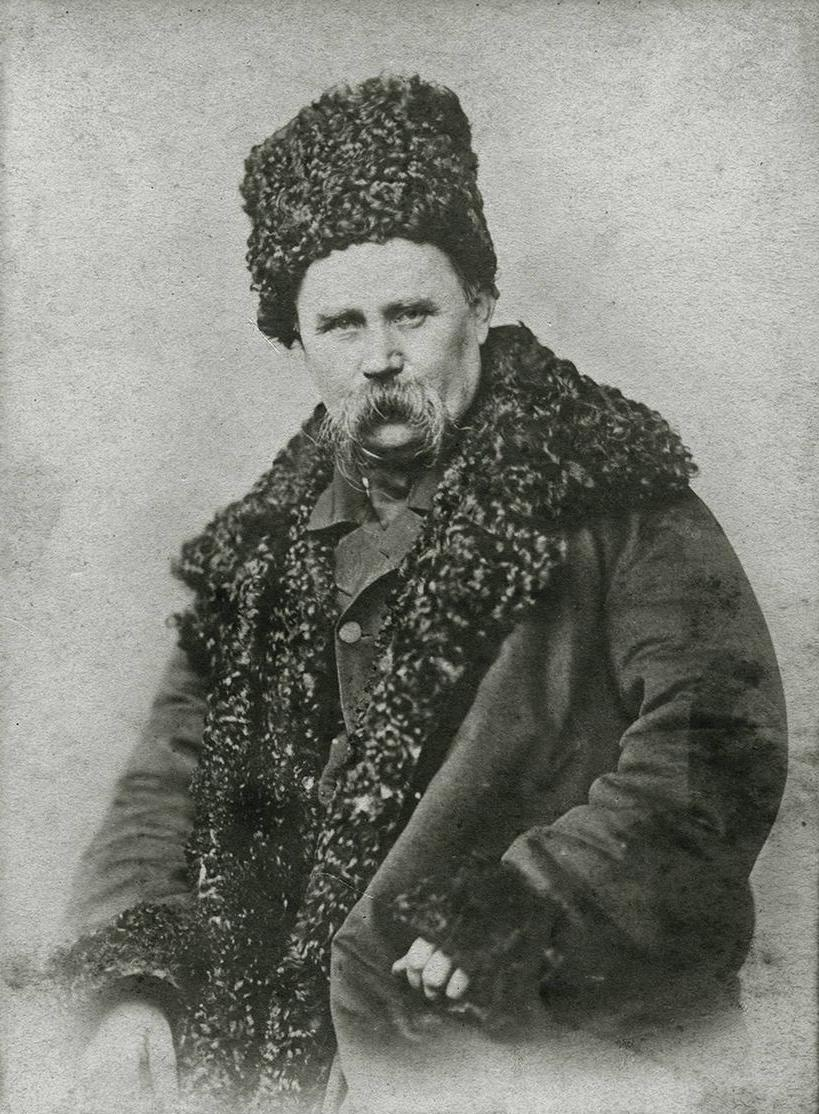
말년의 타라스 셰우첸코(1859년)